# Gare de La Plaine-Tramways
Ne doit pas être confondu avec Gare de La Plaine-Voyageurs ou Gare de La Plaine - Stade de France.
La gare de La Plaine-Tramways, ou gare de La Plaine Saint-Denis est une ancienne gare ferroviaire, située sur la commune de Saint-Denis. Elle ne doit pas être confondue avec la gare de La Plaine-Voyageurs, gare fermée pour être remplacée par la gare de La Plaine - Stade de France.

## Situation ferroviaire
La gare était située au point kilométrique (PK) 3,268 de la ligne de Paris-Nord à Lille.
Elle était en outre l'origine des lignes suivantes :
- La Plaine à Hirson et Anor (frontière) ;
- La Plaine à Ermont - Eaubonne ;
- La Plaine à Pantin.

## Histoire
En 1874, un décret déclare d'utilité publique l'établissement d'un chemin de fer de jonction entre les docks de Saint-Ouen et la gare de marchandises de la plaine Saint-Denis. La ligne est concédée à la Compagnie des chemins de fer du Nord. L'année suivante, le ministre des Travaux Publics et les compagnies des chemins de fer du Nord, de l'Est, de Paris à Orléans et de Paris à Lyon et à la Méditerranée, réunies en syndicat, signent une convention en vue d'établir la ligne de la grande ceinture de Paris avec une ligne complémentaire entre Épinay-sur-Seine et la gare de Noisy-le-Sec par la Plaine Saint-Denis. Elle est approuvée à la même date par une loi qui déclare la ligne d'utilité publique.
Le 1er juillet 1888, un service de trains-tramways est mis en service entre Paris et Saint-Denis sur une ligne spéciale à voie unique. Ce même jour, un service de trains-tramways sur voie unique est mis en service entre La Plaine Saint-Denis et Saint-Ouen. Le 25 octobre 1892, la ligne spéciale entre Paris et La Plaine est exploitée à double voie ; dès le 15 mai 1893, le service entre La Plaine et Saint-Ouen se fait sur double voie. La ligne spéciale entre Paris et Saint-Denis est ouverte à double voie sur toute sa longueur à partir du 25 avril 1900.
La gare est ouverte pour permettre d'assurer la correspondance entre les différentes lignes des trains-tramways desservant la banlieue parisienne (Paris - Saint-Denis, Paris - Saint-Ouen, Saint-Ouen - Pantin). Située au milieu du faisceau des voies, elle était accessible par deux tunnels : l'un à l'ouest vers le chemin des Poissonniers et le cimetière parisien de Saint-Ouen à Saint-Ouen, l'autre à l'est vers le chemin des Petits-Cailloux, à Saint-Denis.
Deux arrêts coexistaient à 200 m l'un de l'autre : l'arrêt de la Plaine-Saint-Denis pour les trains de la gare du Nord vers Saint-Denis et vers Saint-Ouen et l'arrêt du chemin des Fruitiers pour la ligne de Pantin à Saint-Ouen. En 1900, ces deux arrêts sont fusionnés sous le nom de La Plaine-Saint-Denis.
Le 11 mai 1912, le préfet de la Seine demande que le conseil municipal de Saint-Denis donne son avis sur une proposition de la Compagnie du chemin de fer du Nord aux termes de laquelle le point d'arrêt dénommé La Plaine-Saint-Denis devrait être renommé La Plaine-Tramways et la station du pont de Soissons renommée La Plaine-Saint-Denis (gare de La Plaine-Voyageurs). Le conseil municipal accepte cette proposition le 12 juillet 1912.
Dans la nuit du 20 au 21 avril 1944, les installations ferroviaires en avant de la gare du Nord, entre La Chapelle et La Plaine-Saint-Denis, font l'objet d'un bombardement par les alliés. Les installations de la gare et le bâtiment voyageurs sont détruits,.
La gare est fermée en 1977 en raison du démarrage des grands travaux en avant-gare du Nord, en vue de la création de la gare souterraine du futur RER et de l'interconnexion Nord-Sud.